# تیم دوچرخه‌سواری اندلسیا
تیم دوچرخه‌سواری اندلسیا (اسپانیایی: Andalucía‎) یک تیم دوچرخه‌سواری در کشور اسپانیا است.
این تیم که در سال ۲۰۰۵ تأسیس و در سال ۲۰۱۳ منحل شده‌است.